# Voyager 2
Voyager 2 je vesoljska sonda, ki je bila izstreljena leta 1977. To vesoljsko plovilo je identično svojemu sestrskemu plovilu Voyager 1, vendar je Voyager 2 potoval po nekoliko drugačnem tiru med svojim srečanjem s planetom Saturnom in je tako izpustil bližnji mimolet lune Titan, da bi tako izkoristil gravitacijski odriv za potovanje proti Uranu in Neptunu. Tako je postal Voyager 2 prvo in doslej edino vesoljsko plovilo, ki je obiskalo vse štiri velike planete (Jupiter, Saturn, Uran in Neptun). To je bilo možno zaradi redke geometrijske postavitve teh štirih planetov, ki se zgodi samo enkrat na 176 let. Voyager 2 je verjetno najbolj plodno vesoljsko vozilo doslej, saj je obiskalo štiri planete in njihove mnoge lune z zmogljivimi kamerami in mnogimi znanstvenimi programi.
NASA pričakuje, da bo Voyager 2 deloval do okoli leta 2020, ko bo postal njegov vir električne energije preslaboten, da bi poganjal elektroniko na plovilu. Za komunikacijo z danes zastarelimi napravami na obeh Voyagerjih skrbi postaja Tidbinbilla blizu Canberre v Avstraliji, kjer morajo v ta namen vzdrževati 30 let staro tehnologijo, saj je prenos podatkov prepočasen za sodobne računalnike.